# Emil Lindholm
Emil Lindholm, född 19 juli 1996 i Helsingfors, är en finlandsvensk racerförare som tävlar i rally och banracing. Han vann klass WRC2 i rally-VM år 2022 och blev finsk mästare i klass SM1 år 2021.
Lindholm är son till den finländske rallymästaren Sebastian Lindholm och vid sidan av rallykarriären studerar han ekonomi  vid Svenska handelshögskolan i Helsingfors. Han började med banracing 2012 och började köra rally tre år senare.
Under 2018 körde han rally med R5-versionen av både Škoda Fabia och Volkswagen Polo och 2019 började han samarbeta med Škodas motorsport team. I mitten av 2023 lämnade han Škoda för Hyundai,  men fortsätter att tävla i WRS2-klassen.
Lindholm utsågs till sommarpratare i radioprogrammet Vegas sommarpratare i YLE år 2023.